# Escuela de Lexicografía Hispánica
La Escuela de Lexicografía Hispánica es un proyecto cultural y lingüístico impulsado por la Asociación de Academias de la Lengua Española, ASALE, surgido en 2001.
Su objetivo es la colaboración entre los lingüistas del mundo hispanohablante para el fomento de la unidad de criterio a la hora de investigar el léxico español. Cuenta con un convenio con el  Ministerio de Asuntos Exteriores, Unión Europea y Cooperación de España, por el cual se designa a ASALE como entidad colaboradora de la Agencia Española de Cooperación Internacional y para el Desarrollo, AECID.
La AECID ha concedido, para la formación lexicográfica, más de 500 becas a ciudadanos de Hispanoamérica, estadounidenses, filipinos y ecuatoguineanos desde 2003, en el marco ASALE - AECID.